# Adenopterus amoensis
Adenopterus amoensis är en insektsart som först beskrevs av Otte, D. 1987.  Adenopterus amoensis ingår i släktet Adenopterus och familjen syrsor. Inga underarter finns listade i Catalogue of Life.